# Potkula
Potkula este un sat din comuna Danilovgrad, Muntenegru. Conform datelor de la recensământul din 2003, localitatea are 285 de locuitori (la recensământul din 1991 erau 284 de locuitori).

## Demografie
În satul Potkula locuiesc 197 de persoane adulte, iar vârsta medie a populației este de 34,5 de ani (32,6 la bărbați și 36,5 la femei). În localitate sunt 82 de gospodării, iar numărul mediu de membri în gospodărie este de 3,48.
|  |

| Demografie | Demografie | Demografie |
| An         | Locuitori  | Locuitori  |
| ---------- | ---------- | ---------- |
|            |            |            |
|            |            |            |
|            |            |            |
|            |            |            |
| 1948       | 206        |            |
| 1953       | 222        |            |
| 1961       | 220        |            |
| 1971       | 208        |            |
| 1981       | 233        |            |
| 1991       | 284        | 282        |
| 2003       | 285        | 285        |

| \| Componența etnică conform recensământului din 2003[2] \| Componența etnică conform recensământului din 2003[2] \| Componența etnică conform recensământului din 2003[2] \| Componența etnică conform recensământului din 2003[2] \| Componența etnică conform recensământului din 2003[2] \| \| ----------------------------------------------------- \| ----------------------------------------------------- \| ----------------------------------------------------- \| ----------------------------------------------------- \| ----------------------------------------------------- \| \| \| \| \| \| \| \| Muntenegreni \| Muntenegreni \| \| 205 \| 71,92% \| \| Sârbi \| Sârbi \| \| 76 \| 26,66% \| \| Croați \| Croați \| \| 2 \| 0,7% \| \| necunoscută \| necunoscută \| \| 1 \| 0,35% \| |              |  |     |        |
| Componența etnică conform recensământului din 2003 |              |  |     |        |
| |              |  |     |        |
| Muntenegreni | Muntenegreni |  | 205 | 71,92% |
| Sârbi | Sârbi        |  | 76  | 26,66% |
| Croați | Croați       |  | 2   | 0,7%   |
| necunoscută | necunoscută  |  | 1   | 0,35%  |